# سادارکاتی
سادارکاتی (به لاتین: Sadarkati) یک روستا در بنگلادش است که در استان باریسال و در ناحیه پیروج‌پور واقع شده است.